# 샬리마르 정원

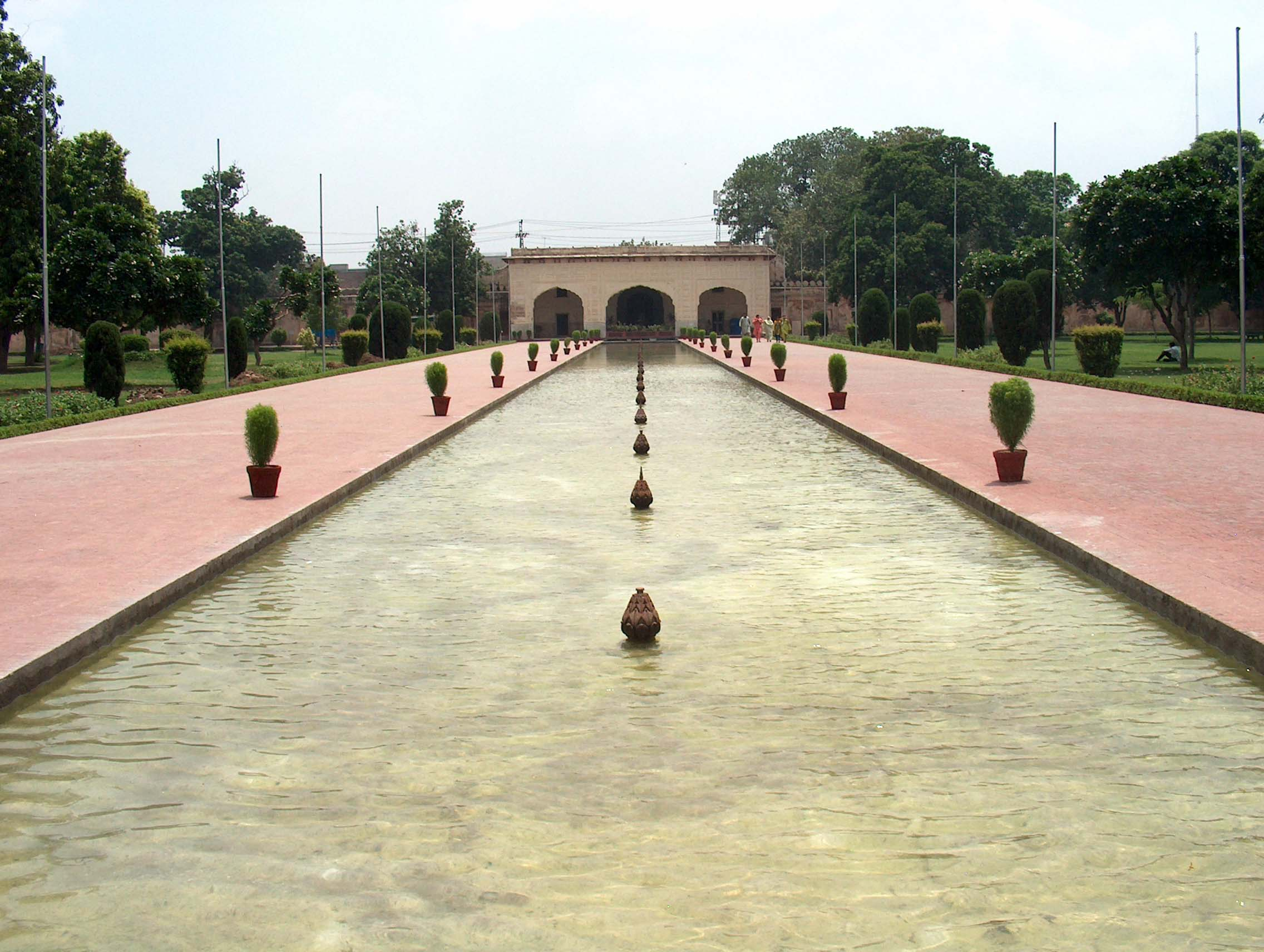
샬리마르 정원

샬리마르 정원(우르두어: شالیمار باغ)은 무굴 제국의 황제 샤 자한이 파키스탄 라호르에 지은 정원이다. 1641년에 짓기 시작하여 다음해에 완성하였다.
샬리마르 정원은 직사각형의 형태로 되어 있는데 남북으로 658 m, 동서로는 258 m가량이고, 주변에는 높은 벽돌담을 쌓았다.
1981년 샬리마르 정원은 인근의 라호르성과 함께 유네스코에서 지정한 세계문화유산에 등록되어 관리되고 있다.

### 3층의 테라스
살리마르 정원은 북쪽에서 남쪽으로 한번에 4-5 m씩 낮아지는 계단 구조의 테라스로 이루어져 있다. 각각의 테라스는 우르두어로 다음과 같은 이름을 가지고 있다.
- 가장 높은 테라스 : '기쁨의 증여자'라는 뜻을 지닌 Farah Baksh
- 중간의 테라스 : '덕의 증여자'라는 뜻을 지닌 Faiz Baksh
- 가장 낮은 테라스 : '삶의 증여자'라는 뜻을 지닌 Hayat Baksh

### 410개의 분수
살리마르 정원은 410개의 분수를 가지고 있는데, 이들 분수에서 뿜어내는 물 때문에 정원 주변은 바깥보다 훨씬 시원하다. 이들 분수들이 어떠한 원리로 작동하는지는 오늘날 과학자들도 제대로 알지 못할 정도로 무굴 제국 과학자들의 기술은 뛰어나다.
가장 높은 층의 테라스에는 105개의 분수가, 중간의 테라스에는 152개의 분수가, 그리고 가장 낮은 테라스에는 153개의 분수가 있다.

## 같이 보기
- 라호르성